# Javatiger
Javatigern, eller javanesisk tiger, (Panthera tigris sondaica) var en underart till tigern och levde på ön Java. Den räknas sedan 1970-talet som utrotad men kan ha funnits kvar till 1990-talet.

## Kännetecken
I jämförelse med många andra underarter till tigern var javatigern relativt liten, den var dock större än balitigern. Precis som hos andra tigerunderarter så var hanarna större än honorna. En hane vägde mellan 100 och 140 kg och en hona mellan 75 och 115 kg. Deras mönster bestod av smala långa streck som satt närmare varandra än på många andra underarter. Även deras nosar var långa och smala vilket fick dem att se väldigt smidiga och skärpta ut. 

## Livsstil
Javatigern livnärde sig framförallt på stora djur såsom rådjur och vildsvin men även kunde ibland även ta mindre djur som fåglar. Ingenting är känt om deras förväntade livslängd eller dräktighet i det vilda, eftersom ett stort antal av javatigrarna levde i fångenskap. 
Ännu i slutet av 1800-talet levde tigrarna på de bebodda delarna av Java men befolkningen såg dem som ett skadedjur och det dröjde inte länge förrän tigrarna hade trängts undan till de obebodda skogsområdena på ön. Javatigrarna levde i höga berg där de jagade och hade lätt för att skydda sina ungar. Dessa områden gjordes sedan till reservat och det var även här man såg de sista javatigrarna.